# 八九式擲彈筒
八九式擲彈筒是大日本帝國陸軍於第二次世界大戰期間廣泛使用的榴彈發射器，美軍對此裝備有膝蓋迫擊炮的誤稱。

## 簡介
八九式擲彈筒由十年式擲彈筒改良而成，開發時間在1922年開始，但因關東大地震使得在1922年完成的設計圖以及試製品遭到摧毀，因此開發時間延遲到1923年11月才在密參第262號兵器研究方針命令下在日本陸軍技術本部進行裝備審查，1925年技術本部的測試完成，1926至1930年間在陸軍步兵學校進行測試，並強化了炮身支柱與膛線修正，修正版本於昭和四年（1929年）開始試產，設計於昭和五年4月大致定型，實際量產自1932年至1945年，總共生產了約12萬具。與十年式擲彈筒的差異點在於八九式擲彈筒車上了膛線並且可以使用專對應的八九式擲榴彈，在射程以及命中穩定度上有所提升；此裝備為日本陸軍步兵支援用兵器，廣泛配發在各部隊中，一個小隊有2門擲彈筒編制。
美軍取得此裝備后以為發射方式是將鋤梭抵住大腿射擊，因此有膝蓋迫擊炮的誤解；據說美國海軍陸戰隊員在瓜達康納爾島擄獲此裝備試射時士兵的大腿骨被發射時產生後座力打碎。

## 運用以及評價
八九式擲彈筒的使用範圍介於手榴彈與迫擊炮的火力空白地帶，射擊範圍為120公尺至800公尺間。編裝上採3人火力伍編制，雖然教範最低操作人數只需要2人（1人裝填、1人調節瓦斯量與開火，必要時也可以1人完成全部操作），但會有1位彈藥兵攜帶彈藥同行，攜帶彈藥是收納在專用布製彈袋中，彈袋為4發一組掛在腰部，最多可掛4組彈袋（前、後、左、右側各一組），加上一般士兵配賦的2發手榴彈，擲彈筒兵可攜帶8－18發彈藥（重量6.4－14.4公斤）。由於重量輕而且彈藥也便於攜帶，操作與攜帶需求人力簡便，需要時也可將普通手榴彈加裝發射機構即可使用的功能，在戰術彈性上有很高的評價。類似擲彈筒的裝備不只有日本使用，英國陸軍步兵也配備單兵操作的2英吋迫擊砲，但相比起需要額外攜帶專用彈藥的迫擊砲，擲彈筒仍有它的優勢在。
但是對士兵而言，擲彈筒是「增編」的武裝，它們隨身還是得攜帶一般作戰需要的步槍和子彈，額外增加的裝備以及彈藥的重量過於沉重，加上要在腰部掛著一堆不怎麼安全的擲榴彈到處跑，一旦被槍彈命中誘爆必死無疑；加上八九式擲彈筒沒有瞄準鏡或是角度器，僅能憑經驗射擊，要直接命中敵軍需要充分訓練，不然就要運氣極佳；因此日军评价“使用掷弹筒要非常精巧的手艺”。其他的毛病还有前期擲榴彈僅有碰撞引信，在叢林中射擊還會因為自然干擾而提前引爆，加上製造工藝技術不佳，因此擲彈筒会因为承受不了發射壓力而破裂，或是因為不發彈留在桶內沒有注意到將擲彈再次擲榴彈而造成的膛炸在戰爭中層出不窮，因此使用此裝備的步兵對同僚而言並不受歡迎。另一方面盟军对于这种掷弹筒的威胁有着足够深刻的认识，他们一听到“朋”的一声就立刻卧倒，哪怕这东西有时远在两百码外。
雖然在日軍內部評價不高，但是對盟軍而言是威脅性極大的裝備。二戰美軍的單兵曲射火器射程最長者為M7槍榴彈發射器，最長射程為150公尺，面對熟練使用擲彈筒的日軍步兵，一般掩體無法有效防禦曲射攻擊的擲彈筒，同時擲彈筒的射程又讓美軍無法有效反制，在近戰距離敵軍造成不小的威脅。
由於面對日軍擲彈筒的經驗，以步兵為戰鬥主力，且缺乏火炮的中華民國很快地即以敵為師，仿製出八九式擲彈筒並在晉系軍閥大量裝備，隨後由八九式擲彈筒改良製造出更為簡便的二七式擲彈筒。

## 使用彈種

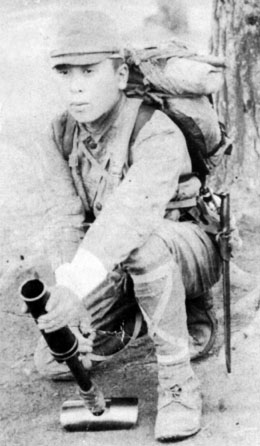
使用八九式擲彈筒的日軍

除了專用榴彈，八九式擲彈筒可與日軍服役的各型號手榴彈匹配使用，但是威力上還是專用榴彈效果最強（十年式手榴彈與九九式手榴彈的三倍威力、九一式手榴彈與九七式手榴彈的兩倍威力）
- 十年式手榴彈：可加裝發射機構使用，射程190公尺
- 八九式擲榴彈：793克重，有效傷害直徑10公尺，採用碰撞引信彈種，射程670公尺，後期改良版本加裝尾翼（有翼彈），射程延長到800公尺。
- 九一式擲榴彈：530克重，採用7秒定時引信彈種
- 九四式練習彈：
- 煙霧彈：900克重，內裝110克六氯乙烷/氧化鋅混合劑。
- 燃燒彈：570克重，內裝320克燃燒物質。
- 照明彈：